# Alessandro nell'Indie (Pacini)
Alessandro nell'Indie (Alessandro a l'Índia) és una òpera en dos actes composta per Giovanni Pacini sobre un llibret d'Andrea Leone Tottola, basat en Alessandro nell'Indie de Pietro Metastasio. S'estrenà al Teatro di San Carlo de Nàpols el 29 de setembre de 1824.

## Origen i context
En aquesta ocasió, Pacini va requerir els serveis de dos llibretistes que ja havien col·laborat amb Rossini, els napolitans Giovanni Schmidt i Andrea Leone Tottola, per modernitzar i polir el veterà llibret metastasià, que per aquell temps ja tenia ni més ni menys que 98 anys. El resultat va ser un text amb una trama més senzilla i uns versos menys barrocs.

## Argument
La història es basa en la clemència d'Alexandre el Gran cap al derrotat Poros, rei del que actualment seria el territori de Panjab (Índia). Una rivalitat política, complicada per l'ambició del general Gandarte, afegint l'inevitable conflicte d'un triangle amorós amb la presència de la princesa Cleofide, pel cor de la qual competeixen els dos monarques.